# Andrei Andrejewitsch Piontkowski

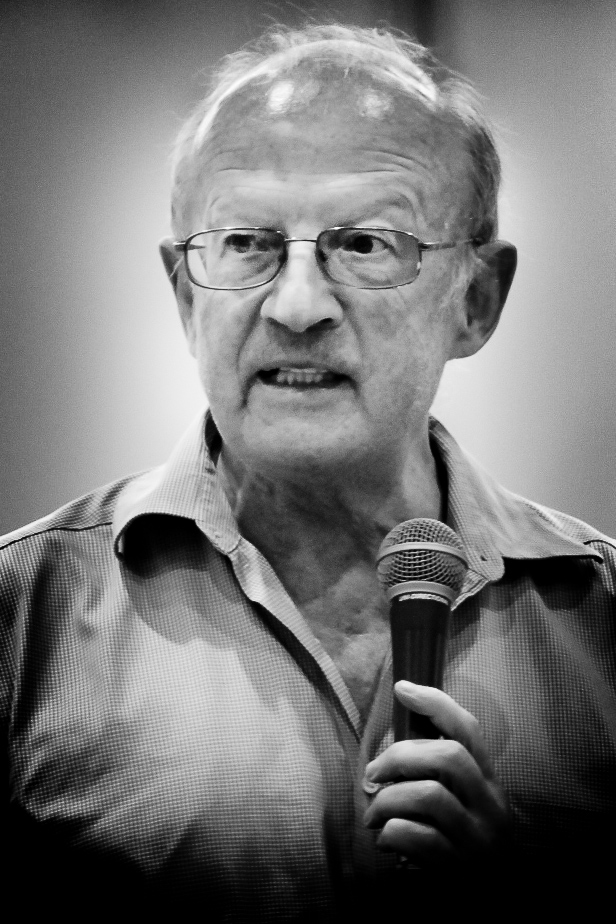
Andrei Piontkovsky auf der MIFWA-2011

Andrei Andrejewitsch Piontkowski (russisch Андрей Андреевич Пионтковский, * 30. Juni 1940 in Moskau) ist ein russischer Wissenschaftler, politischer Schriftsteller und Kommentator. Er ist Mitglied im International PEN Club. Er ist ehemaliges Mitglied des Koordinierungsrates der russischen Opposition. Dieser wurde im Oktober 2013 aufgelöst.

## Biografie
Piontkowski ist Absolvent der Fakultät für Mathematik der staatlichen Lomonossow-Universität und hat mehr als hundert wissenschaftliche Arbeiten zur  angewandten Mathematik veröffentlicht. Piontkowski ist Mitglied der American Mathematical Society.
Piontkowski ist Autor mehrerer Bücher über die Präsidentschaft Putins in Russland. Er war der Erste, der den Begriff Putinismus verwendete. In einem Artikel vom 11. Januar 2000 definierte er den Putinismus als das letzte Stadium des Banditen-Kapitalismus. Piontkowski beschrieb Putins Russland als ein Land, in dem das Bürgertum die Fahne der demokratischen Freiheiten und der Menschenrechte über Bord geworfen habe, der Krieg zur Konsolidierung der Nation auf der Grundlage des Hasses gegen bestimmte ethnische Gruppen diene und Angriffe auf die Meinungs- und Informationsfreiheit durchgeführt würden. Die Menschen seien von der Außenwelt abgeschottet und einer Gehirnwäsche unterzogen, und das Land werde dem wirtschaftlichen Verfall preisgegeben. Im selben Artikel erklärte Piontkowski, der Putinismus sei der Sargnagel Russlands. Er verglich Jelzin mit Hindenburg, der Hitler die Macht übergab. Er verglich Putins Krimrede am 18. März 2014 während Russlands Annexion der Krim mit Hitlers Rede über das Sudetenland im Jahr 1939. Diese Rede habe eine Schlüsselrolle beim Beginn des Krieges im Donbass gespielt.
Putin habe „die gleichen Argumente und die gleiche Vision der Geschichte“ wie Hitler.
Piontkowski war geschäftsführender Direktor des seit 2006 geschlossenen Think Tanks Strategic Studies Center (Moskau). Er schrieb regelmäßig für Nowaja gaseta, The Moscow Times, The Russia Journal und die Online-Journale Grani.ru und Transitions Online. Er war  außerdem regelmäßiger politischer Kommentator für den BBC World Service und Radio Liberty in Moskau. Er war ein ausgesprochener Kritiker von Putins „gelenkter“ Demokratie in Russland und hat Russland als solches als „weiches totalitäres Regime und hybriden Faschismus“ beschrieben.
Piontkowski war einer der 34 Erstunterzeichner des anti-Putin-Manifests „Putin muss gehen“, das am 10. März 2010 veröffentlicht wurde. In seinen nachfolgenden Artikeln betonte er mehrmals die Bedeutung des Manifests und forderte die Bürger auf, es zu unterzeichnen.

Am 26. Juni 2013 kommentierte Piontkowski den Fall Edward Snowden mit den Worten: „Wenn Pushkow es wagt, eine Parallele zwischen Snowden und sowjetischen Dissidenten zu ziehen, muss ich antworten, dass keiner von ihnen etwas mit sowjetischen Geheimdiensten zu tun hatte und keiner von ihnen jemals zugesagt hatte, Staats- und Abteilungsgeheimnisse nicht zu verraten.“
2016 veröffentlichte Piontkowski den Artikel „Eine Zeitbombe“ („A bomb that is ready to explode“) über den ethnischen Konflikt zwischen Russen und Tschetschenen. 
Piontkovsky verließ Russland Mitte Februar 2019, nachdem die russische Generalstaatsanwaltschaft seinen Artikel als "„extremistisch“ eingestuft und ein Ermittlungsverfahren gegen ihn einleitet hatte.

## Verurteilung des Faschismus
Piontkowski nannte Igor Girkin einen Faschisten und  sagte: „Die authentischen, prinzipientreuen Hitleranhänger, die wahren Arier Dugin, Prochanow, Prosvirnin, Cholmogorov, Girkin, Prilepin sind eine marginalisierte Minderheit in Russland“. Piontkowski fügte hinzu: „Putin hat den heimischen Hitleranhängern die Ideologie des Russischen Reiches gestohlen, er hat sie mit ihrer eigenen Hilfe präventiv niedergebrannt.“ In seinem Interview mit Radio Liberty sagt Piontkowski, dass die Bedeutung der von Putin durchgeführten Operation vielleicht darin bestehe, all diese potenziellen leidenschaftlichen Führer der sozialen Revolte zu enthüllen, sie in die Ukraine zu schicken und sie im Ofen der ukrainischen Vendée zu verheizen.
In den Interviews argumentiert Andrei Piontkowski auch, dass die Ideologie des Raschismus in vielerlei Hinsicht dem deutschen Faschismus (Nazismus) ähnlich sei, während sie in den Reden und der Politik des Präsidenten Putin den Ideen Hitlers ähnele.